# باسل جرادي
باسل زكريا جرادي (من مواليد 6 يوليو 1993) هو لاعب كرة قدم، يلعب كلاعب خط وسط مهاجم لنادي بانكوك يونايتد في الدوري التايلاندي الممتاز والمنتخب اللبناني.
بعد اللعب لمدة ثلاث سنوات في الدنمارك - لـ B.93 [الإنجليزية] و AB [الإنجليزية] و نوردشيلاند، ثم انتقل إلى النرويج في عام 2014، ووقع مع لنادي سترومسغودست. وبعد فترة أعير لنادي ليلستروم، سجل 10 أهداف وصنع سبعة عند عودته إلى سترومسغودست في عام 2017؛ رُشح لجائزة "اللاعب المفضل لدى الناس في 2017 Fotballfesten [الإيطالية]. في عام 2018، وبعد أربع سنوات في النرويج، انتقل إلى الفريق الكرواتي هايدوك سبليت، ثم إلى أبولون ليماسول في قبرص في عام 2021، الذي فاز معهم بلقب الدوري 2021–22. وفي عام 2023، انضم إلى بانكوك يونايتد في تايلاند.
ولد جرادي في الدنمارك لأبوين لبنانيين، ولعب مع منتخب الدنمارك دوليًا على مستوى الشباب قبل أن ينتقل إلى لبنان في عام 2015. ومثل لبنان في كأس آسيا 2019.

## النشأة
ولد في كوبنهاغن، في الدنمارك لأبوين لبنانيين، بدأ مسيرته المهنية وهو في الخامسة من عمره.

## مهنة النادي

### B.93
انتقل جرادي إلى B.93 [الإنجليزية] وهو في السابعة من عمره، وظهر لأول مرة في دوري الدرجة الثانية في 30 أبريل 2011 في موسم 2010-11، أصبح جرادي أول لاعب ولد بعد الذكرى المئوية لتأسيس فريق B.93 (19 مايو 1993). في المباراة التالية، سجل هدفين وصنع واحداً ضد نادي أفارتا [الإنجليزية].
بدأ جرادي موسم 2011-12 بتسجيله في أول مباراتين له ضد هفيدوفر (هزيمة 2-1) وسكيولد بيركيرود (فوز 2-1). وفي المباراة الثانية إلى الأخيرة من الموسم، حصل على بطاقة حمراء أمام سفيبول (كانت البطاقة الحمراء الثانية له هذا الموسم)؛ ليهبط النادي خارج "البطولة الدنماركية" (Danmarksturneringen i fodbold [الإنجليزية]) لأول مرة. لعب الجرادي 33 مباراة وسجل ثمانية أهداف لصالح فريق B.93.

### AB
بعد أن خضع للمحاكمة مع النادي الدنماركي أودنسه والنادي الإنجليزي بلاكبيرن روفرز في عام 2011، انتقل إلى فريق الدرجة الأولى الدنماركي AB [الإنجليزية] في صيف 2012. سجل ثمانية أهداف وقدم ثلاث تمريرات حاسمة، مما جعله هداف النادي لهذا الموسم.

### نوردجيلاند
في نهاية موسم 2012-13، وقع عقدًا مدته ثلاث سنوات ونصف مع نادي دوري السوبر نوردشيلاند. لم يشارك كثيرًا مع الفريق، حيث لعب فقط أربع مباريات في الدوري ومباراة واحدة في تصفيات الدوري الأوروبي.

### سترومسغودست وإعارته إلى ليلستروم
في يوليو 2014، تم شراء جرادي بواسطة سترومسغودست، ووقع عقدًا استمر حتى نهاية عام 2017.
في يناير 2016، وقع مع ليلستروم في الدروي النرويجي الممتاز على سبيل الإعارة حتى نهاية العام، سجل أربعة أهداف في الدوري في 26 مباراة.
بفضل أدائه خلال موسم 2017 مع سترومسغودست، حيث سجل 10 أهداف وصنع سبعة، رشح لجائزة " Folkets Favoritetspiller " (اللاعب المفضل لدى الناس) في 2017 Fotballfesten [الإيطالية]; ثم وصل إلى القائمة المختصرة النهائية المكونة من أربعة أشخاص.

### هايدوك سبليت

#### موسم 2018–19
في 11 أغسطس 2018، انضم جرادي إلى نادي الدوري الكرواتي الممتاز نادي هايدوك سبليت بصفقة لمدة عامين. جاء هدفه الأول للنادي في 10 مايو 2019، على ضيفه سلافن. وسجل مرة أخرى في الجولة التالية، ولعب ضد روديش. أنهى جرادي موسم 2018–19 بهدفين في 25 مباراة، وساعد فريقه على احتلال المركز الرابع في الدوري.

#### موسم 2019–20
في 18 يوليو 2019، سجل جرادي هدفه الأول في تصفيات الدوري الأوروبي في مباراة الإياب ضد غزيرا يونايتد. ومع ذلك، خسر فريقه بقاعدة الأهداف خارج الأرض وخرج من التصفيات. وفي الديربي أمام دينامو زغرب بالدوري، يوم 31 أغسطس 2019، سجل جرادي الهدف الوحيد في الدقيقة 56، قبل أن يطرد بعد حصوله على بطاقتي إنذار صفراء خلال المباراة. بفضل أدائه في المباراة، رشح لرجل المباراة وساعد فريقه في الوصول إلى قمة الجدول لأول مرة منذ 1399 يومًا. بعد المباراة، قال اللاعب: "كانت هذه مباراة مجنونة مع جماهير مجنونة، كل شيء كان جنونيًا".
في 29 يونيو 2020، مدد هاجدوك سبليت عقده، الذي كان من المقرر أن ينتهي في يوليو، لمدة عام إضافي. في 25 يوليو 2020، سجل هدفًا من خارج منطقة الجزاء وصنع هدفًا في شباك إنتر زابرشيتش في الجولة الأخيرة من الموسم. وأنهى الجرادي الموسم بثلاثة أهداف في الدوري في 32 مباراة.

#### موسم 2020–21
في 29 أغسطس 2020، في الجولة الثالثة من الدوري، قدم جرادي تمريرته الحاسمة الأولى هذا الموسم ضد سلافن بيلوبو.
في فبراير 2021، رفض جرادي تجديد عقده مع هايدوك سبليت، راغبًا في الانتقال إلى فريق آخر في صفقة انتقال مجانية في فترة الانتقالات الصيفية. أرسلته الإدارة للتدرب مع النادي الرديف لبقية الموسم كنوع من "العقاب". وفقًا للاتحاد الكرواتي لكرة القدم، لا يمكنه لعب المباريات الرسمية لأن "اللاعب الذي يزيد عمره عن 21 عامًا والذي لعب خمس مباريات على الأقل خلال الموسم مع الفريق الأول لا يمكنه اللعب للفريق الثاني".
في 21 مايو، اتفق جرادي وهاجدوك سبليت على إنهاء العقد بالتراضي؛ سجل سبعة أهداف في 81 مباراة بجميع المسابقات خلال الفترة التي استمرت ثلاث سنوات.

### أبولون ليماسول
في 22 يونيو 2021، انضم جرادي إلى فريق الدرجة الأولى القبرصي أبولون ليماسول. سجل في أول ظهور له مع النادي في 22 يوليو، أمام جيلينا في تصفيات الدوري الأوروبي 2021–22. وسجل جرادي أيضًا هدفًا في مباراة الذهاب ضد جيلينا بعد أسبوع واحد، وانتهت المباراة بنتيجة 2-2. في 23 أغسطس، سجل هدفًا في الجولة الأولى من موسم 2021–22، وساعد أبولون على الفوز 4–2 على إثنيكوس أشنا.
في مايو 2022، أدرج في القائمة المختصرة لجوائز PASP لكرة القدم 2021–22 كواحد من 11 مرشحًا في مركز الهجوم. بثلاثة أهداف في 22 مباراة بالدوري، ساعد أبولون على الفوز بلقب الدوري لأول مرة منذ 15 موسمًا.

### بانكوك يونايتد
في 27 يوليو 2023، أعلن فريق بانكوك يونايتد من الدوري التايلاندي الممتاز عن التوقيع مع جرادي؛ وخصص رقم 10 له.

## مهنة دولية

### الدنمارك
مثل جرادي الدنمارك دوليًا في مستويات تحت 20 عامًا وتحت 21 عامًا. لعب للدنمارك على جميع مستويات الشباب (من تحت 16 عامًا إلى تحت 21 عامًا) بين عامي 2008 و2013، ولعب 23 مباراة وسجل هدفين.

### لبنان

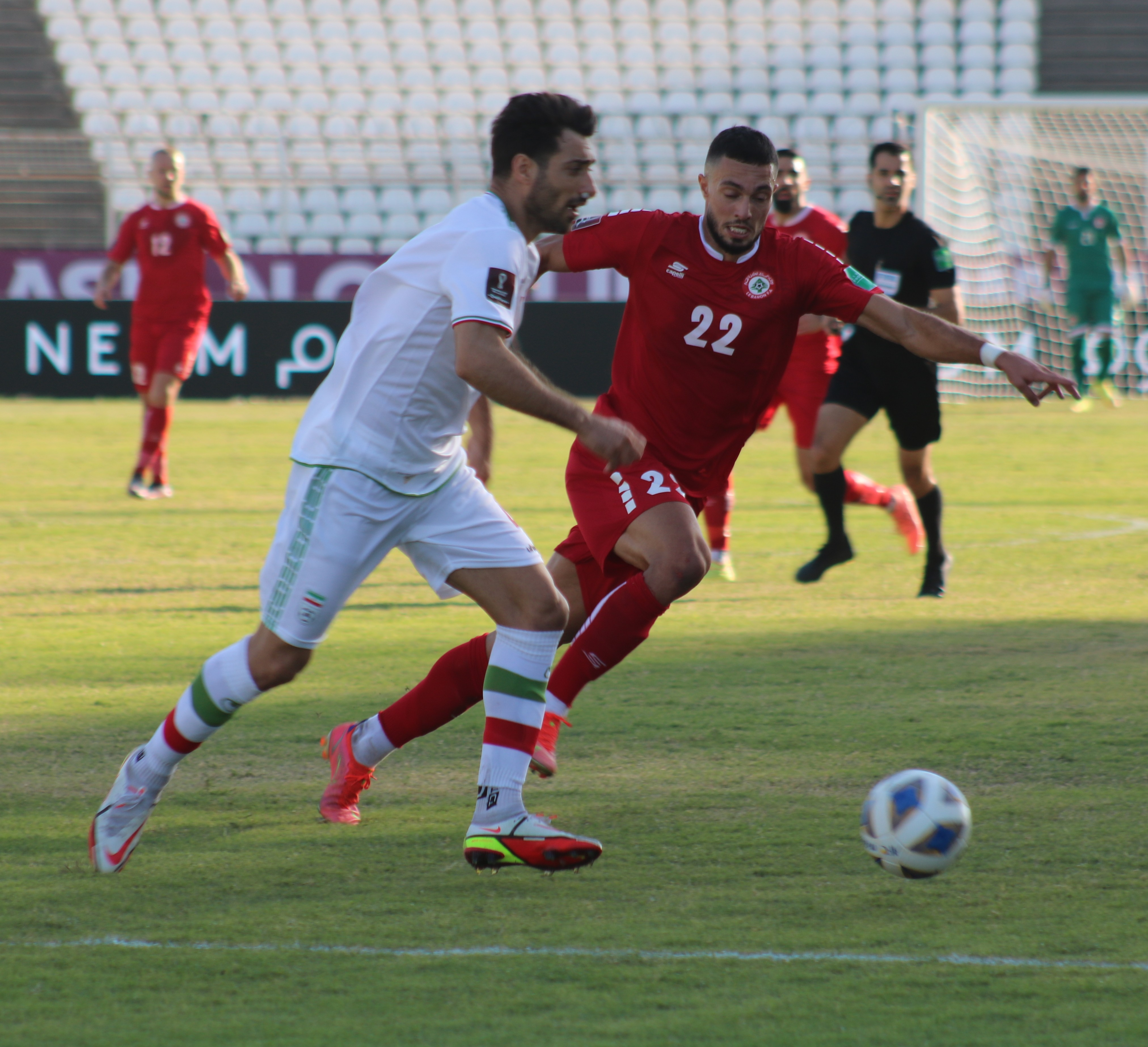
جرادي (يمين) مع لبنان ضد إيران عام 2021

مؤهل لتمثيل لبنان من خلال والديه، ظهر الجرادي لأول مرة مع منتخب لبنان الأول في 26 أغسطس 2015؛ وسجل هدفاً في مباراة ودية ضد العراق، والتي انتهت بنتيجة 3-2 لصالح العراق. وبعد المباراة، وعن اختيار منتخبه الوطني بين لبنان والدنمارك، قال: "كلا البلدين يعنيان لي الكثير. إنه قرار كبير".
على الرغم من أن الجرادي صرح في يناير 2018 أنه يهدف إلى اللعب لصالح الدنمارك، في نوفمبر من نفس العام استدعي لمنتخب لبنان للمباريات الودية ضد أوزبكستان وأستراليا. في ديسمبر 2018، شارك بتشكيلة كأس آسيا 2019. بعد أن لعب 90 دقيقة كاملة في مباراة دور المجموعات في المجموعة الأولى ضد قطر، وقع جرادي في خلاف مع المدرب ميودراغ رادولوفيتش واستبعد لاحقًا من المنتخب الوطني لبقية البطولة.
في 5 سبتمبر 2019، أعلن الاتحاد اللبناني لكرة القدم (LFA) عن استبعاد جرادي لأجل غير مسمى من المنتخب الوطني، إلى جانب زميله جوان العمري، لرفضه الاستدعاء لمباراة تصفيات كأس العالم 2022 ضد كوريا الشمالية. بعد إصدار اعتذار يوضح أسباب رفض الاستدعاء، رفع الاتحاد اللبناني لكرة القدم الاستثناءات وأعيد جرادي للمنتخب الوطني في 19 سبتمبر.

## أسلوب اللعب
عادة ما يلعب كلاعب خط وسط مهاجم، ويمكن أن يلعب أيضًا على كلا الجناحين، وكلاعب خط وسط مركزي.

## الإحصائيات المهنية

### النادي
| النادي             | الموسم          | الدوري                         | الدوري | الدوري  | الكأس الوطنية | الكأس الوطنية | إقليمي | إقليمي  | أخرى   | أخرى    | المجموع | المجموع |
| النادي             | الموسم          | الدرجة                         | الظهور | الأهداف | الظهور        | الأهداف       | الظهور | الأهداف | الظهور | الأهداف | الظهور  | الأهداف |
| ------------------ | --------------- | ------------------------------ | ------ | ------- | ------------- | ------------- | ------ | ------- | ------ | ------- | ------- | ------- |
| AB                 | 2012–13         | دوري الدرجة الأولى الدانماركي  | 28     | 8       | —             | —             | —      | —       | —      | —       | 28      | 8       |
| نوردشيلاند         | 2013–14         | دوري السوبر الدنماركي          | 4      | 0       | 0             | 0             | 1      | 0       | —      | —       | 5       | 0       |
| سترومسغودست الثاني | 2014            | الدوري النرويجي الدرجة الثانية | 7      | 3       | —             | —             | —      | —       | —      | —       | 7       | 3       |
| سترومسغودست الثاني | 2015            | الدوري النرويجي الدرجة الثانية | 9      | 6       | —             | —             | —      | —       | —      | —       | 9       | 6       |
| سترومسغودست الثاني | المجموع         | المجموع                        | 16     | 9       | 0             | 0             | 0      | 0       | 0      | 0       | 16      | 9       |
| سترومسغودست        | 2014            | الدوري النرويجي الممتاز        | 8      | 0       | —             | —             | —      | —       | —      | —       | 8       | 0       |
| سترومسغودست        | 2015            | الدوري النرويجي الممتاز        | 12     | 2       | 0             | 0             | 4      | 1       | —      | —       | 16      | 3       |
| سترومسغودست        | 2017            | الدوري النرويجي الممتاز        | 29     | 10      | 1             | 0             | —      | —       | —      | —       | 30      | 10      |
| سترومسغودست        | 2018            | الدوري النرويجي الممتاز        | 16     | 2       | 1             | 1             | —      | —       | —      | —       | 17      | 3       |
| سترومسغودست        | المجموع         | المجموع                        | 65     | 14      | 2             | 1             | 4      | 1       | 0      | 0       | 71      | 16      |
| ليلستروم (إعارة)   | 2016            | الدوري النرويجي الممتاز        | 26     | 4       | 1             | 0             | —      | —       | —      | —       | 27      | 4       |
| هايدوك سبليت       | 2018–19         | الدوري الكرواتي الممتاز        | 25     | 2       | 3             | 1             | 0      | 0       | —      | —       | 28      | 3       |
| هايدوك سبليت       | 2019–20         | الدوري الكرواتي الممتاز        | 33     | 3       | 1             | 0             | 2      | 1       | —      | —       | 36      | 4       |
| هايدوك سبليت       | 2020–21         | الدوري الكرواتي الممتاز        | 15     | 0       | 1             | 0             | 1      | 0       | —      | —       | 17      | 0       |
| هايدوك سبليت       | المجموع         | المجموع                        | 73     | 5       | 5             | 1             | 3      | 1       | 0      | 0       | 81      | 7       |
| أبولون ليماسول     | 2021–22         | الدوري القبرصي الدرجة الأولى   | 22     | 3       | 1             | 0             | 2      | 2       | —      | —       | 25      | 5       |
| أبولون ليماسول     | 2022–23         | الدوري القبرصي الدرجة الأولى   | 19     | 3       | 0             | 0             | 5      | 0       | 0      | 0       | 24      | 3       |
| أبولون ليماسول     | المجموع         | المجموع                        | 41     | 6       | 1             | 0             | 7      | 2       | 0      | 0       | 49      | 8       |
| المجموع الوظيفي    | المجموع الوظيفي | المجموع الوظيفي                | 262    | 46      | 9             | 2             | 15     | 4       | 0      | 0       | 275     | 52      |

1. ↑  يتضمن كأس الدنمارك، كأس النرويج، كأس كرواتيا، كأس قبرص
2. ↑  شارك قي الدوري الأوروبي في الجولة الفاصلة
3. ↑  ظهر في الدوري الأوروبي الجولة (الجولات) المؤهلة
4. ↑  ظهر في دوري المؤتمر الأوروبي في الجولة التأهيلية
5. ↑  ظهور واحد في الدوري الأوروبي في الجولة التأهيلية، وأربع مباريات في دوري المؤتمر الأوروبي

### دولي
| الفريق الوطني | سنة     | الظهور | الأهداف |
| ------------- | ------- | ------ | ------- |
| لبنان         | 2015    | 1      | 1       |
| لبنان         | 2016    | 1      | 0       |
| لبنان         | 2017    | 0      | 0       |
| لبنان         | 2018    | 3      | 0       |
| لبنان         | 2019    | 3      | 0       |
| لبنان         | 2020    | 1      | 0       |
| لبنان         | 2021    | 6      | 0       |
| لبنان         | 2022    | 1      | 0       |
| لبنان         | 2023    | 1      | 1       |
| المجموع       | المجموع | 18     | 2       |

| # | تاريخ         | مكان                                    | الخصم   | نتيجة | نتيجة | مسابقة         | مرجع   |
| - | ------------- | --------------------------------------- | ------- | ----- | ----- | -------------- | ------ |
| 1 | 26 أغسطس 2015 | ملعب رفيق الحريري، بيروت، لبنان         | العراق  | 2-1   | 2-3   | ودي            | [ 51 ] |
| 2 | 7 سبتمبر 2023 | ملعب الذكرى الـ 700، شيانغ ماي، تايلاند | تايلاند | 1 –1  | 1-2   | كأس الملك 2023 | [ 52 ] |

## الانجازات
سترومسغودسيت
- المركز الثاني في إليتسيرين: 2015

أبولون ليماسول
- الدوري القبرصي الدرجة الأولى: 2021–22
- كأس السوبر القبرصي: 2022

## روابط خارجية
- باسل جرادي على موقع الاتحاد الأوربي (الإنجليزية)
- باسل جرادي على موقع إي إس بي إن إف سي (الإنجليزية)
- باسل جرادي على موقع قاعدة بيانات كرة القدم.إي يو (الإنجليزية)
- باسل جرادي على موقع ناشيونال فوتبول تيمز (الإنجليزية)
- باسل جرادي على موقع Soccerbase.com (لاعب) (الإنجليزية)
- باسل جرادي على موقع Soccerway.com (الإنجليزية)
- باسل جرادي على موقع عالم كرة القدم.نت (الإنجليزية)
- باسل جرادي على موقع كووورة